# Александар Стојковић (глумац, 1972)
Александар Стојковић Пикси (Кљевци, 21. октобра 1972) српски и босанскохерцеговачки је глумац. Члан је Народног позоришта Републике Српске од 2000.

## Биографија
Рођен је 21. октобра 1972. у Кљевцима код Санског Моста. Глуму је први пут уписао на Академији сценских умјетности у Сарајеву 1991. године. Дипломирао је на Академији "Браће Карић" у класи Петра Краља и Дејана Чавића. Стални је члан Народног позоришта Републике Српске, а у сезони 2001-02. је проглашен за глумца сезоне у НПРС. Био је умјетнички директор НПРС од 2014. до 2018. године. Остварио је више улога и на сценама Позоришта Приједор, Атељеа 212, Звездара театра, Народног позоришта у Кикинди и другим театрима. Играо је у познатим филмским и ТВ остварењима: Свети Георгије убива аждаху, Турнеја, Непријатељ, Неке друге приче, Фалсификатор, На путу за Монтевидео, Луд, збуњен, нормалан, Криза, Група, Сенке над Балканом и други. Најпознатији је по улози Чеде у ТВ филмовима и серији Добро јутро комшија који су врло популарни у читавој регији.

## Улоге у Народном позоришту Републике Српске (избор)
- Милан (Д. Ковачевић, Урнебесна трагедија)
- Мићун (М. Матишић, Синови умиру први)
- Вуле Пупавац (М. Глишић, Подвала)
- Џери (Е. Олби, Зоолошка прича)
- Том (Џ. Ф. Вокер, Велика илузија)
- Покојни Јанко Хорват (Д. Ковачевић, Сабирни центар)
- Хасвурст (Н. Ромчевић, Каролина Нојбер)
- Иља Петрович (Ф. М. Достојевски, Злочин и казна)

## Филмографија
| Год.        | Назив                         | Улога                         |
| ----------- | ----------------------------- | ----------------------------- |
| 2000.       | Мефисто                       |                               |
| 2003.       | Без Пардона                   |                               |
| 2008.       | Турнеја                       | мајор Змијањац                |
| 2008.       | То топло љето                 | пуковник Симортић             |
| 2009.       | Свети Георгије убива аждаху   | поднаредник Милко             |
| 2009.       | 32. децембар                  | Пикси                         |
| 2010.       | Неке друге приче              | полицајац 1#                  |
| 2011.       | Непријатељ                    | Цоле                          |
| 2012.       | Кад буде, биће                | Стеван                        |
| 2012.       | Добро јутро, комшија          | Чедо                          |
| 2013.       | Фалсификатор                  |                               |
| 2013.       | На путу за Монтевидео         | Конзул                        |
| 2013.       | Луд, збуњен, нормалан         | Душан                         |
| 2013.       | Топ је био врео               | Салкан                        |
| 2013.       | Замало живот                  | Чедомир Бекавац               |
| 2013.       | Криза                         | Зока                          |
| 2014.       | Добро јутро, комшија 2        | Чедо                          |
| 2015.       | Пред фајронт                  | Вељо                          |
| 2015.       | Чизмаши                       | Поручник Ђокић                |
| 2016.       | Добро јутро, комшија 3        | Чедо                          |
| 2017.       | Змајовини пангалози           |                               |
| 2017-2019.  | Сенке над Балканом            | Пршо                          |
| 2017.       | Добро јутро, комшија 4        | Чедо                          |
| 2019.       | Добро јутро, комшија 5        | Чедо                          |
| 2019.       | Група                         | Боро                          |
| 2019.       | Асиметрија                    | Пацијент                      |
| 2020.       | Срећан пут, комшија           | Чедо                          |
| 2021.       | Коридор 92                    | војник ВРС Пикси              |
| 2021.       | Добро јутро, комшија 7        | Чедо                          |
| 2021.       | Тома                          | Спахо                         |
| 2021.       | Адвокадо                      | конобар Саша                  |
| 2021.       | Нечиста крв (ТВ серија)       | Ставра                        |
| 2021.       | Добро јутро, комшија 8        | Чедо                          |
| 2021-2022.  | Бранилац (серија)             | инспектор Марко/Раде Ђанковић |
| 2022.       | Клан (серија)                 | Боле                          |
| 2023.       | Свилен конац                  | Раша                          |
| 2023.       | Сложна браћа: Next Đeneration | Растислав                     |
| 2023.       | Добро јутро, комшија 9        | Чедо                          |
| 2023.       | Хероји Халијарда              | потпуковник Баћовић           |
| 2023.       | Тома (ТВ серија)              | Спахо                         |
| 2024.       | Добро јутро, комшија 10       | Чедо                          |
| 2024.       | Кожа (ТВ серија)              | поп Саво                      |
| 2025.       | Добро јутро, комшија 11       | Чедо                          |
| надолазећи. | Тврђава                       |                               |
| надолазећи. | Кад поново умрем              | Комшија                       |
| надолазећи. | Божићна авантура              |                               |